# Liste der Bischöfe von Csanád
Die folgenden Personen waren Bischöfe des Bistums Csanád bzw. seit 1984 des Bistums Szeged-Csanád (Ungarn):
- 1030–1046 Hl. Gerhard
- 1046–1053 Maurus
- 1053–1083 unbekannt
- 1083–1113 Lorenz
- um 1138 Besztréd
- um 1142 Pál
- 1156–1169 Stefan
- 1188–1192 Saul von Altenburg
- 1192–1193 Krispin
- 1198–1201 János I.
- 1202–1229 Desiderius
- 1229–1242 Bulcsú Bölcs
- 1243–1257 Balázs
- 1259–1275 Bereczk
- 1275–1291 Gergely I.
- 1298–1307 Antal I.
- 1307–1332 Benedikt
- 1332–1343 Jakab Piancenzai
- 1343–1344 István II. Harcsáki/Büki
- 1344 Galhard De Carceribus
- 1345–1350 Gergely II. Kapronczai
- 1350–1358 Tamás I. Telegdi
- 1359–1360 Gergely III. Lendvai/Fugyi
- 1360–1373 Domonkos Bebek
- 1373–1375 Miklós I.
- 1377–1379 Pál II. Péterfia
- 1379–1380 Tamás II.
- 1380–1386 János II. Czudar
- 1386–1395 János III.
- 1395–1397 Lukács I. Órévi
- 1397–1402 Gergely IV. Szeri Pósafi
- 1403–1423 Dózsa Marczalli
- 1423–1443 László I. Marczalli
  - 1434–1438 Albert I. Kerolti
- 1438–1457 Péter I. Remetei Himfi
- 1457–1466 Albert II. Hangácsi
- 1466–1493 János IV. Szokoli
- 1493–1500 Lukács II. Szegedi Baratin
- 1500–1514 Miklós II. Körösszegi Csáki
- 1514–1526 Ferenc I. Csaholi
- 1526–1529 János V. Musinai Gerván
- 1529–1537 János VI. Bonzagnó
- 1537–1552 János VII. Barlabássy
- 1553–1554 Ferenc II. Medgyesi Székely
- 1556–1558 György I. Bódy
- 1559–1561 Péter II. Kapronczay Paulinus
- 1561–1562 János VIII. Kolozsváry
- 1562–1563 András Dudich
- 1563–1572 Gergely V. Bornemissza
- 1572–1582 Boldizsár Persei Melegh
- 1582–1587 István III. Mathisy
- 1587–1597 Pál III. Szegedy
- 1598–1608 Faustus Verancsics
- 1608–1623 Matthias I. Herovich
- 1623–1625 Emmerich I. Lósy
- 1625–1637 György II. Dubovszky
- 1637–1643 János IX. Szederkényi Püsky
- 1643 György III. Pohronczi Szelepcsényi
- 1643–1644 György IV. Széchenyi
- 1644–1648 Zsigmond I. Szenttamási Zsongor
- 1648–1650 Matthias II. Alsőlelóczi Tarnóczy (auch Bischof von Vác)
- 1651–1652 István IV. Rohonczy
- 1653–1657 Tamás III. Erdődy Pálffy
- 1658–1672 Jácint Macripodari
- 1672–1678 Ferdinand Erdődy Pálffy
- 1678–1681 János X. Kéry
- 1681–1685 Miklós III. Galánthai Balogh
- 1685–1686 György V. Fenessy oder Fényessy
- 1686–1689 Mihály I. Lipótfalvy Dvornikovics
- 1689–1699 István V. Telekessy
- 1699 Ferenc III. Jany
- 1699–1707 István VI. Dolny
- 1708-0000 Zsigmond II. Ordody
- 1710 Ferenc IV. Lapsánszky
- 1710–1730 László II. Nádasdy
- 1730–1739 Euseb Anton Adalbert von Falkenstein
- 1739–1750 Nikolaus Stanislavich
- 1750–1777 Franz Anton Engl Graf von Wagrain
- 1777–1798 Emmerich Christovich
- 1800–1828 Ladislaus Kőszeghy von Remete
- 1829–1832 Anton Török
- 1834–1850 József Lonovics
  - 1848–1849 Mihály Horváth (Elekt)
- 1851–1860 Sándor Csajághy
- 1860–1889 Sándor II. Bonnaz
- 1890–1907 Alexander III. Dessewffy Cserneki és Tarkeői
- 1908–1911 János XI. Csernoch (auch Erzbischof von Kalocsa)
- 1911–1943 Gyula Móri Glattfelder
- 1943–1944 Sándor IV. Raskó (Apostolischer Administrator)
- 1944–1964 Endre II. Hamvas (auch Erzbischof von Kalocsa)
- 1964–1969 József II. Ijjas (Apostolischer Administrator)
- 1969–1987 József III. Udvardy
- 1987–2006 Endre Gyulay
- seit 2006 László Kiss-Rigó